# Qomīlījeh
Qomīlījeh (persiska: قمیلیجه, Qomlījeh) är en ort i Iran.   Den ligger i provinsen Kermanshah, i den västra delen av landet, 400 km väster om huvudstaden Teheran. Qomīlījeh ligger 1 560 meter över havet och antalet invånare är 125.
Terrängen runt Qomīlījeh är kuperad. Runt Qomīlījeh är det ganska tätbefolkat, med 56 invånare per kvadratkilometer. Närmaste större samhälle är Harsīn, 9,6 km nordost om Qomīlījeh. Omgivningarna runt Qomīlījeh är i huvudsak ett öppet busklandskap.